# Paratakaoia
Genre
Paratakaoia est un genre d'opilions laniatores de la famille des Epedanidae.

## Distribution
Les espèces de ce genre sont endémiques de Thaïlande.

## Liste des espèces
Selon World Catalogue of Opiliones (28/06/2021) :
- Paratakaoia minima Suzuki, 1986
- Paratakaoia parva Suzuki, 1985

## Publication originale
- Suzuki, 1985 : « A synopsis of the Opiliones of Thailand (Arachnida) II. Palpatores. » Steenstrupia, vol. 11, no 7, p. 209–257.